# A·C·克龙比
A·C·克龙比（英語：Alistair Cameron Crombie，1915年11月4日—1996年2月9日）是一位澳大利亚动物学家和科学史家，曾为牛津大学科学史教授。